# 욱구려사륜
욱구려사륜(郁久閭社崙, ? ~ 410년)은 유연의 제1대 카간(재위: 402년 ~ 410년)이다. 칸호는 구두벌가한(丘豆伐可汗)이다. 온흘제의 아들이다.

## 생애
유연은 일찍이 북위의 전신인 대나라에 복속하였다. 391년에 유연이 북위에게 패배하였고, 사륜과 그의 형제 힐귀지(詰歸之), 곡률(斛律), 갈다한(曷多汗)은 포로로 잡혔다. 이후 온흘제가 북위에 투항하자 북위 도무제는 그들 부자를 운중(雲中)으로 옮겨 살게 하였다. 394년, 갈다한이 부친을 버리고 서쪽으로 도망쳤으나 북위의 장손비(長孫肥)에게 살해되자 사륜은 수백 명을 데리고 백부 필후발(匹候跋)에게 투항하였다. 필후발은 아들 계발(啓拔), 오힐(吳頡)을 파견하여 그를 감시하게 하였다. 사륜은 계책을 내어 필후발을 습격해 죽였고, 이후 오원(五原) 서쪽의 여러 부(部)들을 약탈한 뒤 막북(漠北)으로 달아났다. 사륜은 이후 후진의 요흥과 화친을 맺고 북위의 장수 화돌(和突)을 쳐 패배시켰으며, 요흥의 속국인 삭고연(素古延), 출불(黜弗) 제부(諸部)를 구제하고 칙륵을 정복하였다.
402년, 사륜은 고차부(高車部)의 땅을 탈취하여 왕정(王庭)을 세우고 스스로 구두벌가한(丘豆伐可汗)을 칭하였다. 이후 사륜은 사방으로 전쟁을 일으켜 여러 부(部)들을 병탄하니 사졸과 말은 번성하고 강해졌고, 중국의 북방에서 웅거하였다. 사륜의 땅은 서쪽으로 언기(焉耆), 동쪽으로 고구려, 남쪽으로 대막(大漠)에 이르렀으며 곁에 있는 소국들을 모두 복속시켰다. 404년, 유연에 내란이 일어났다. 사륜의 종제(從弟)인 열대(悅代), 대나(大那) 등이 사륜을 죽이려고 음모를 꾸몄으나 발각되었고, 열대와 대나는 북위로 달아났다.
410년 5월, 북위가 유연의 땅으로 진공하자 사륜은 도망치다가 길에서 사망하였다. 사륜의 아들 도발(度拔)이 나이가 어렸으므로 사륜의 동생인 곡률을 카간으로 세웠다.